# Wilson Escalante
Wilson Joel Escalante Paniagua (ur. 6 maja 1977 w Santa Cruz) – boliwijski piłkarz występujący na pozycji prawego obrońcy.

## Kariera klubowa
Escalante pochodzi z miasta Santa Cruz i jest wychowankiem tamtejszej drużyny Oriente Petrolero, gdzie spędził większość swojej kariery piłkarskiej. W Liga de Fútbol Profesional Boliviano zadebiutował jako dwudziestolatek i niebawem wywalczył sobie miejsce w podstawowym składzie. W swoim premierowym sezonie 1997 zdobył ze swoim klubem wicemistrzostwo kraju. Sukces ten powtórzył również trzy lata później, podczas rozgrywek 2000, natomiast w 2001 roku osiągnął swój pierwszy i jedyny tytuł mistrza Boliwii. W sezonach 2002 i Clausura 2004 zanotował odpowiednio trzeci i czwarty w karierze tytuł wicemistrzowski. Ogółem w barwach Oriente spędził dziesięć lat, rozgrywając 234 ligowe spotkania. W 2006 roku reprezentował barwy niżej notowanego La Paz FC, z którym nie odniósł żadnych sukcesów.
Latem 2007 Escalante podpisał kontrakt z drużyną Club Jorge Wilstermann z siedzibą w mieście Cochabamba, jednak nie zdobył z nią żadnego trofeum i nie wystąpił w żadnym meczu ligowym. W przeciwieństwie do pobytu w Oriente nie brał także udziału w międzynarodowych turniejach, jak Copa Libertadores czy Copa Sudamericana. W 2008 roku przeszedł do ekipy CD Guabirá, w której zakończył karierę w wieku 31 lat, pełniąc rolę rezerwowego.

## Kariera reprezentacyjna
W 2001 roku Escalante został powołany przez selekcjonera Carlosa Aragonésa na turniej Copa América, gdzie nie wystąpił w żadnym meczu, a jego kadra odpadła już w fazie grupowej. W seniorskiej reprezentacji Boliwii zadebiutował dopiero za kadencji trenera Carlosa Trucco, 13 lutego 2002 w zremisowanym 2:2 meczu towarzyskim z Paragwajem. Ogółem swój bilans w barwach narodowych zamknął na trzech rozegranych spotkaniach.